# Марта Фройд
Марта Фройд (нім. Martha Freud), також Марта Фрейд, уроджена Бернайс (26 липня 1861, Гамбург — 2 листопада 1951, Лондон) — дружина Зигмунда Фройда.

## Біографія
Марта Фройд була внучкою головного рабина Гамбурга Ісаака Бернайса і дочкою Бермана Бернайса та його дружини Емеліни, уродженої Філіп. Берман Бернайс був торговцем білизною у старому місті Гамбурга, а згодом заробляв на приватних оголошеннях. Його контора розташовувалась за адресою Fuhlentwiete 128. Марта Бернейс та її на чотири роки молодша сестра Мінна народилися в будинку за адресою Bei den Hütten 61 i в районі Нойштадт у Гамбурзі. Родина Бернайсів вважалася поважною та релігійною, але не надто заможною. Після того, як батькові довелося подати заяву про банкрутство через спекуляції цінними паперами і провести рік у в'язниці за шахрайське банкрутство, 1869 року родина покинула Гамбург і переїхала до Відня. Після смерті батька 1879 року утриманням родини займався брат Елі Бернайс. Марта отримала типове виховання для дітей еліти.
У середині 1882 року дівчина познайомилася з Зигмундом Фройдом, з яким таємно обручилася. Шлюб спочатку був неможливим, оскільки Марта не могла внести придане, а Фройд не мав достатнього доходу.
1882 року Марта переїхала разом із матір'ю та сестрою на околиці Гамбурга й проживала за адресою Гамбургерштрасе 38 у Вандсбеку, де мешкав дядько Марти Бернайс, Еліас Філіп. Після чотирьох з половиною років очікування, 13 вересня 1886 року, Марта Бернайс і Зигмунд Фройд взяли шлюб у ратуші Вандсбека на Кенігштрассе через день після релігійної церемонії. На весільній вечері в готелі Гіршеля на Вексштрассе були присутні 14 гостей. Після весільної подорожі до Любека та Травемюнде подружжя повернулося до Відня. До 1895 року Марта Фройд народила тут шістьох дітей, зокрема Ернста Людвіга 1892 року та Анну 1895 року. Оскільки практика Зигмунда Фройда ставала дедалі популярнішою, сестра Марти Фройд, Мінна Бернайс, переїхала в сімейний будинок, щоб мати можливість підтримувати їх у веденні господарства. Марта Фройд була знайома з багатьма прихильниками вчення Фрейда, котрі відвідували свого вчителя за адресою Берґґассе 19. Марту Фройд вважали лояльною, врівноваженою, стриманою жінкою, якій Зигмунд Фройд багато в чому завдячував своїми успіхами.
Після аншлюсу Австрії 1938 року родина емігрувала до Лондона, де 1939 року Зигмунд Фройд помер. Після смерті Мінни Бернайс 1941 року Марта вела самітнє життя в англійській столиці. Практично непомітна для громадськості, за винятком короткого некролога в Міжнародному журналі психоаналізу, вона померла в Лондоні 2 листопада 1951 року.
Її дочка Анна Фройд так заявила про ставлення матері до психоаналізу: «Моя мати вірила в мого батька, а не в психоаналіз».
Марта Фройд була тіткою Едварда Бернейза, який також був небожем Зигмунда Фройда.